# إيوا (أسطورة)
إيوا (بالإنجليزية: Iwa)‏ مخادع ولص في أساطير بولينيزيا (مجموعة جزر في المحيط الهادي منها هاوای .. إلخ) كان يسرق حتى وهو في رحم أمه.. وقعت منافسة ذات مرة بينه وبين غيره من اللصوص للتسابق حول من يستطيع أن يملأ بيته من المسروقات في ليلة واحدة. وانتظر إيوا حتی نام جميع اللصوص ثم سرق كل ما في منازلهم وملأ بها بيته. وكان إيوا يملك زورقا بمجداف سحري استطاع به أن ينتقل بسرعة من جزيرة إلى أخرى من جزر هاواي بأربع ضربات من المجداف.